# AMIS Plus
Das AMIS Plus Projekt (Acute Myocardial Infarction in Switzerland) ist das Schweizer Herzinfarktregister mit Daten-Center am Institut für Sozial- und Präventivmedizin der Universität Zürich. Gegründet wurde AMIS Plus 1997 von den drei schweizerischen ärztlichen Gesellschaften für Kardiologie, Intensivmedizin und Innere Medizin (Schweizerische Gesellschaft für Kardiologie, Schweizerische Gesellschaft für Intensivmedizin und Schweizerische Gesellschaft für Innere Medizin).

## Ziel
Ziel des AMIS Plus Projekts ist eine gesamtschweizerische Datenbank zur Erfassung und Auswertung der diagnostischen und therapeutischen Massnahmen bei Herzinfarkt-Patienten. AMIS Plus ist eine Datenquelle, welche dokumentiert, wie sich die Risikoprofile ändern, wie neue Therapie-Konzepte Einzug finden und welche Bedeutung diese auf die Prognosen und Kosten haben. Basierend auf den gesammelten Daten verfasst AMIS Plus epidemiologische Studien zu Themen wie Risikofaktoren, Medikation und Überlebenswahrscheinlichkeit. Die bei AMIS Plus teilnehmenden Spitäler haben sofortigen Zugriff auf ihre Daten in ausgewerteter Form und können, unter Berücksichtigung des Datenschutzes, die eigenen Patienten und Behandlungsmethoden mit denen aller Spitäler in der Schweiz vergleichen. Dadurch können neue Erkenntnisse in die Praxis implementiert werden.

## Geschichte
Nach der Initiierung von AMIS im Jahre 1997 umfasste das Projekt ab Januar 2000 zusätzlich auch Fälle von Angina Pectoris und wurde umbenannt in die heutige Bezeichnung. Im November des gleichen Jahres transferierte das Daten-Center von der Abteilung für klinische Epidemiologie am Universitätsspital Genf ins Institut für Sozial- und Präventivmedizin der Universität Zürich. Heute (Oktober 2022) enthält das Register Daten zu über 69'000 Patienten. Es ist von der Überregionalen Ethischen Kommission der Schweizerischen Akademie der Medizinischen Wissenschaften, von der Eidgenössischen Expertenkommission für das Berufsgeheimnis in der medizinischen Forschung und seit 2005 von den kantonalen Ethikkommissionen genehmigt.

## Organisation
Die Gesamtverantwortung des Projekts trägt ein Steering Committee (Lenkungsausschuss) von Schweizer Kardiologen, Intensivmedizinern und Internisten. Es wurde bis 2016 von Paul Erne, Chefarzt Kardiologie am Kantonsspital Luzern, Schweiz präsidiert. Aktueller Präsident ist Hans Rickli. Das AMIS Plus Daten Center als ausführendes Organ und zentrales Register sammelt Daten, welche für wissenschaftliche Analysen genutzt werden. Diese Auswertungen werden regelmässig publiziert. Leiterin des Data Centers ist Dragana Radovanovic, unterstützt wird sie von einem vierköpfigen Team.